# Куранов, Дилмурат Хайдаралиевич
Дилмурод Хайдаралиевич Куронов (англ. Kuronov Dilmurod; род. 27 октября 1960) — советский узбекский литературовед, доктор филологических наук, профессор Андижанского государственного университета (Республика Узбекистан).

## Биография
Родился 27 октября 1960 года. Окончил Андижанский государственный педагогический институт языков (1987), очную аспирантуру (1990—1992) и докторантуру (1996—1998) Ташкентского государственного университета (Национальный университет Узбекистана).

## Избранные публикации
Автор книг на узбекском языке:
- «Руҳий дунё таҳлили» (1995)
- «Чўлпон: ҳаёти ва ижодий мероси» (1997)
- «Истиқлол дарди. Чўлпоннинг ижтимоий-сиёсий қарашлари тадрижи» (2000)
- «Чўлпон насри поэтикаси» (2004)
- «Адабиётшуносликка кириш» (2002, 2004, 2007)
- «Ғарб адабий танқидий тафаккури тарихи очерклари» (соавтор, 2007, 2023)
- «Адабиётшунослик луғати» (соавтор, 2010, 2013)
- "Адабий жараёнда «Мом синдроми» (2010)
- «Мутолаа ва идрок машқлари» (2013)
- «Завқимдан бир шингил» (2014)
- «Талқин имконлари» (2015)
- «Адабий ўйлар» (2016)
- «Назарий қайдлар» (2018)
- «Адабиёт назарияси асослари» (2018, 2019, 2021)
- "Адабиёт ва б. ҳақида" (2019)
- "Шоирлар ва шеърлар ҳақида" (2023)